# Los Sleepers
Los Sleepers es el nombre de un grupo musical de rock and roll, rock y balada. Se forman a fines de 1960 en la Ciudad de México, México.

## Historia
El grupo se forma a principios de 1960, en la Ciudad de México. En el año de 1961 son invitados por Don José de Jesús Hinojoza (Q. E. P. D.), director artístico de CBS Columbia y gerente de Discos Alegría quien los invita a grabar en su compañía y les produce su primer y único disco bajo la primera alineación del grupo. Llegan a las listas de popularidad para 1962 con temas como "Hermanita", "Ojos de Araña" (composición original) y "Papacito Frío", que eclipsan los demás temas del álbum también destacables por la originalidad de sus arreglos y la presencia de composiciones propias.
La primera alineación del grupo (Arturo, Abraham, Guillermo y Rafael) se termina tras grabar este primer LP y en el año de 1963 para discos Peerless graban el LP "Al Ritmo de la Lluvia" (reeditado íntegro en CD) del cual destaca el tema homónimo, pero en el cual el grupo modifica su estilo musical tan explosivo y original de las primeras grabaciones.
De los integrantes iniciales del grupo sólo se sabe de Rafael Miranda, quien continúa activo y posee el nombre del grupo; Arturo, falleció hace algunos años y tanto Abraham como Guillermo se han perdido en el anonimato tal vez sin ser conscientes de la trascendencia de su obra en las nuevas generaciones.

## Discografía
Graban en 1961 un LP para Cometa/Discos Alegría (CLD-2) y 1 LP, además de algunos sencillos para Peerless en 1963 y algunas piezas para Orfeón en 1967. 
En su primer LP incluyen tres composiciones realizadas por integrantes del grupo.
La fotografía de la primera alineación del grupo es prácticamente desconocida, solo se tienen los nombres de los integrantes.

## Trascendencia
- A pesar de la desaparición de su primera compañía varios temas del primer disco han sido reeditados bajo licencia por varias compañías disqueras (Audiomex, Sony Music, PolyGram, Sony-BMG).

- El LP "Al Ritmo de la Lluvia" se ha reeditado en CD entre los años 2000 y 2008, por parte de Peerless y Warner Music México.

- Titanio Records (México) ha reeditado algunos temas como "Zombie" en CD (2005), sin incluir el nombre de la agrupación, al parecer ellos poseen el máster original estereofónico del legendario primer disco.

- En el año 2010 el grupo mexicano de surf "Lost Acapulco" ha incluido en su repertorio el tema Zombie, original de Abraham Oceranski, primer bajista de Los Sleepers.

- El 30 de julio de 2011 Los Sleepers se reúnen para acompañar a Los Saicos en su primera presentación en México. El evento se realizó en el Casino Metropolitano del Centro Histórico de la Ciudad de México. También estuvieron bandas como Los Infierno, Comisario Pantera, The Cavernarios y Matorralman.

## Éxitos
- Hermanita
- Ojos de Araña
- Papacito Frío
- Al Ritmo de la Lluvia
- Diablo con Antifaz
- Zombie